# Nikołaj Niewriew

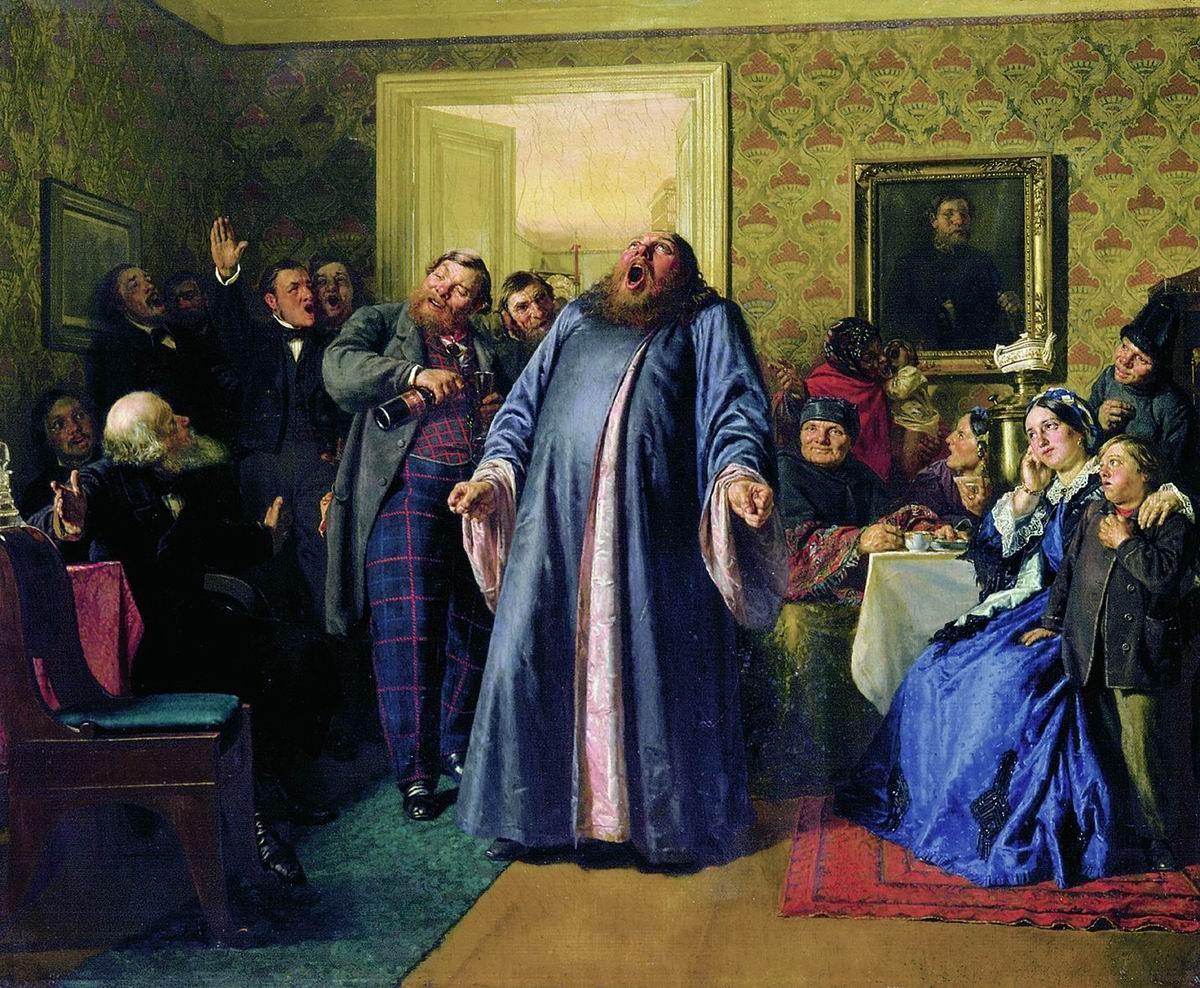
Protodiakon wyśpiewujący życzenia na imieninach kupca. 1866, Galeria Tretiakowska

Nikołaj Niewriew ros. Николай Васильевич Неврев (ur. 1830 w Moskwie, zm. 3 maja?/16 maja 1904 w majątku Łyskowszczyna koło miasta Tołoczyn) – rosyjski malarz. 
Był synem moskiewskiego kupca, jednak w dzieciństwie ojciec zmarł, co spowodowało ubóstwo rodziny. Już w szkole musiał dorabiać pracując w kancelarii. W roku 1851 wstąpił do Szkoły Malarstwa, Rzeźby i Architektury w swoim rodzinnym mieście, studiując malarstwo m.in. u Michaiła Scottiego do 1855, jednakże nauki nie ukończył. Początkowo tworzył głównie portrety, jednak w drugiej połowie lat 60. XIX w. oprócz nich namalował także szereg obrazów rodzajowych przedstawiających sceny z życia rosyjskich chłopów, ziemian i kupców. Okres ten oceniany jest jako najważniejszy w twórczości artysty, powstały wtedy jego główne dzieła. Od lat 70. zaczął tworzyć także liczne obrazy historyczne poświęcone wydarzeniom z dziejów Rosji. Tematyka ta stała się wówczas wiodącą w jego twórczości. W 1881 przystąpił do pieriedwiżników. W 1887 został nauczycielem na macierzystej uczelni, pracując tam do 1890. Pod koniec życia osiadł w swoim majątku Łyskowszczyna, gdzie zachorował psychicznie i popełnił samobójstwo
Obrazy Niewriewa są w zbiorach Państwowego Muzeum Rosyjskiego i Galerii Tretiakowskiej. Szereg jego dzieł znajdujących się w Kijowskiej Galerii Obrazów (Київська картинна галерея) zostało zrabowanych przez Niemców podczas II wojny światowej. 